# Rückhaltebecken Seewiese
Das Rückhaltebecken Seewiese ist ein kleines künstliches Stillgewässer in Darmstadt-Arheilgen.

## Etymologie
Das Rückhaltebecken Seewiese wurde nach dem Gewann „Die Seewiese“ benannt.

## Geographie
Das Rückhaltebecken Seewiese liegt in der „Ruthsenbachaue“ im Gewann „Die Seewiese“, am Ostrand von Darmstadt-Arheilgen.
Das Becken ist ca. 160 Meter lang und ca. 80 Meter breit.
Gespeist und entwässert wird das Hochwasserrückhaltebecken durch den Ruthsenbach.

## Beschreibung
Am Westrand des Beckens befindet sich ein Durchlassbauwerk aus Stahlbeton.
Ein Deich am Nord- und Westrand begrenzt das Rückhaltebecken.
Über den Deich am Westrand führt die „Jakob-Jung-Straße“.
Am Südrand verläuft der „Mühlgraben“.
Unmittelbar südlich des kleinen Sees befindet sich ein Sportgelände.
Das Areal wird durch mehrere Wanderwege erschlossen.

## Flora
Auf dem Areal gibt es einen kleinen Mischwald und Wiesen.
Das Nord- und das Ostufer sind Sumpfgebiete.